# Kalinkovo
Kalinkovo (allemand : Semethdorf ) est un village de Slovaquie situé dans la région de Bratislava.

## Histoire
Première mention écrite du village en 1288.

## Démographie

### Évolution de la population
| Année:               | 1994. | 2004.    | 2014.    | 2024.    |
| -------------------- | ----- | -------- | -------- | -------- |
| Nombre de personnes: | 849   | 957      | 1278     | 1564     |
| Différence:          |       | +12,72 % | +33,54 % | +22,37 % |

| Année:               | 2023. | 2024.   |
| -------------------- | ----- | ------- |
| Nombre de personnes: | 1530  | 1564    |
| Différence:          |       | +2,22 % |